# Роб Рой (фільм, 1995)
«Роб Рой» (англ. Rob Roy) — історичний фільм, знятий американським режисером Майклом Кейтоном — Джонсом у 1995 році.

## Сюжет
Події фільму розгортаються в Шотландії у першій чверті XVIII сторіччя. Роберт Рой  МакГрегор, голова клану МакГрегорів, вирішує позичити тисячу фунтів стерлінгів у маркіза Монтроуза  для закупівлі худоби та налагодження господарчих справ свого клану. В цей час до маркіза приїздить його родич Арчібальд Каннінгем, який не має грошей, але має багато боргів. Дізнавшись про угоду щодо отримання позики, Каннінгем вбиває Алана Макдональда, друга Роба МакГрегора, який повинен відвести йому гроші, та заволодіває цими грошима. МакГрегор звертається до Монтроуза з проханням про нову позику та запевняє, що поверне усі позичені гроші. Монтроуз відмовляє йому та висуває пропозицію оговорити свого суперника, Джона Кемпбелла, герцога Аргайла. В цьому випадку він готовий списати МакГрегору борг. МакГрегор відмовляється, вважаючи такий вчинок безчесним. Розлючений Монтроуз наказує затримати та ув'язнити МакГрегора, але той втікає. Каннінгем із солдатами відправляється захопити його та привести маркізу.  Але МакГрегор із товаришами уходять в гори, сподіваючись перечекати, поки все минеться. МакГрегор впевнений, що Монтроуз не вдаватиметься до жорстких дій. Натомість солдати спалюють будинок  МакГрегора та вбивають його худобу. Повернувшись до своєї знищеної оселі, МакГрегор забирає родину  у нове місто. Згодом йому стає відомим, що крадіжку позичених у Монтроуза грошей та вбивство його друга здійснив Каннінгем. Але під час одного з походів загону Каннінгема на землі клану МакГрегорів Роб потрапляє у полон. Та йому знов вдається втекти. Мері, дружина МакГрегора, просить аудієнції у герцога Аргайла та розповідає йому про те, що неприємності її чоловіка викликані у тому числі і його відмовою оговорити герцога на прохання маркіза. Зворушений чесністю МакГрегора, герцог домовляється з Монтроузом про дуель між МакГрегором та Каннінгемом. За угоди, якщо МакГрегор переможе, його борг буде прощений, якщо переможе Каннінгем, борг заплатить герцог. У двобої МакГрегор вбиває Каннінгема та після дуелі повертається до своєї родини.

## Цікаві факти
- Фільм повністю знятий в Шотландії, при цьому до деяких місць, де проходили зйомки, можна дістатись тільки гелікоптером.
- Деякі сцени були зняті біля замків Тіорам, Драммонд, Меггінч, Крайтон[4].
- У фільмі звучить версія традиційної гельської пісні «Ailein duinn», яку співає Карен Метісон[5].

## Нагороди
Тім Рот, виконавець ролі Арчібальда Каннінгема, отримав премію BAFTA за найкращу чоловічу роль другого плану.